# Abdullah al-Aftah
Abdullah al-Aftah ibn Dschaʿfar as-Sadiq (arabisch عبد الله بن جعفر الصادق, DMG ʿAbd Allāh b. Ǧaʿfar aṣ-Ṣādiq; † 766 n. Chr.) war der älteste überlebende Sohn von Dschaʿfar as-Sadiq (nach dem Tod von as-Sadiq) und der Vollbruder von Ismāʿīl ibn Dschaʿfar.
Abdullahs Titel al-Aftah (الأفطح, DMG al-Afṭaḥ) leitet sich von den arabischen Wörtern aftah ar-raʾs (= breitköpfig) oder aftah ar-ridschlain (= breitfüßig) ab, die zur Beschreibung seines Aussehens verwendet wurden.

## Leben
Zu Lebzeiten seines Vaters hatte Abdullah al-Aftah den Aufstand seines Verwandten Muhammad ibn Abdallah An-Nafs Az-Zakiyya unterstützt.
Nach dem Tod von Ja'far al-Sadiq akzeptierte die Mehrheit der Anhänger von Ja'far Abdullah al-Aftah als ihren neuen Imam. Diese Anhänger waren laut dem Mu'tazili-Häresiographen Abul-Qasim al-Balkhi al-Ka'bi († 319 n. Chr./931 n. Chr.) der größte und wichtigste Teil der Anhänger von Ja 'weit al-Sadiq. Um seine Behauptungen zu stützen, scheint Abdullah al-Aftah von seinem Vater einen zweiten Nass gefordert zu haben (nach Ismā'īls Tod). Seine Anhänger zitierten einen angeblichen Hadith von Ja'far al-Sadiq, wonach das Imamat an den ältesten Sohn des Imams weitergegeben werden muss. Als Abdullah al-Aftah etwa 70 Tage nach dem Tod seines Vaters kinderlos starb, lief der Großteil seiner Anhänger zu seinem Bruder Musa al-Kadhim über. Andere Fathiten betrachteten Abdullah al-Aftah als den 7. Imam und Musa al-Kadhim als den 8. Imam, während andere glaubten, das Imamat sei mit dem Tod von Abdullah al-Aftah beendet. Eine andere Gruppe erfand einen Sohn für Abdullah al-Aftah, Muhammad ibn Abdullah al-Aftah, weil sie der Ansicht waren, das Imamat könne nur vom Vater zum Sohn übergehen, anstatt von Bruder zu Bruder. Diese Gruppe behauptete auch, Muhammad ibn Abdullah al-Aftah sei der versprochene Mahdi.
Während die Familie weiter wuchs, wird unten ein ursprünglicher Stammbaum des Propheten Muhammad von Imam Jaf'ar als Sadiq an seinen älteren Sohn Abdullah al Aftah gegeben. Dieser umfangreiche Stammbaum erstreckt sich jetzt auf die 31. Generation und mehr als 100 überlebende Familien auf den meisten Kontinenten.

## Sāhib al-Haqq
In einem Schreiben des ersten Fatimidenkalifen Abdallah al-Mahdi Billah an die ismaelitische Gemeinschaft im Jemen, das von Ja'far ibn Mansur al-Yaman vervielfältigt wurde, wurde Abdallah al-Aftah als Sāhib al-Haqq oder legitimer Nachfolger von Ja'far al-Sadiq bezeichnet, um die Genealogie seiner Vorfahren zu erklären. Anstatt seine Abstammung auf Isma'il ibn Jafar und dessen Sohn Muhammad ibn Ismail zurückzuführen, bezeichnete al-Mahdi Billah al-Aftah als seinen Vorvater. Nach al-Mahdi Billah hatte sich al-Aftah um der Taqiyya willen „Isma'il ibn Ja'far“ genannt, und jeder seiner Nachfolger hatte den Namen Muhammad angenommen. Al-Mahdi Billah erläuterte die Genealogie der fatimidischen Kalifen und behauptete die fatimidische Abstammung, indem er sich als ʿAli ibn al-Ḥusayn ibn Aḥmad ibn ʿAbadullāh ibn ʿAbd Allāh ibn Jaʿfar al-Sadiq bezeichnete. Doch die Imamah (ismailitische Lehre) wurde später anders formuliert, da ʿAbdallah al-Mahdi Billahs Erklärung zu seiner Abstammung von seinen Nachfolgern nicht akzeptiert wurde.